# Šipilovskaja (metropolitana di Mosca)
Šipilovskaja (in russo Шипиловская?) è una stazione della Metropolitana di Mosca situata sulla Linea Ljublinsko-Dmitrovskaja, è stata inaugurata il 2 dicembre 2011.